# Noé Ewert
Noé Ewert (24 februari 1997) is een Luxemburgs voetballer die sinds 2021 onder contract ligt bij UN Käerjeng 97. Ewert is een verdediger.

## Carrière
Ewert is een jeugdproduct van UN Käerjeng 97. Hij stroomde in 2013 door naar de A-kern van de club, waar hij op 3 augustus 2014 zijn profdebuut maakte in de competitie tegen Jeunesse Canach. Ewert groeide sindsdien uit tot een vaste waarde in de verdediging van Käerjeng. In 2019 versierde hij op 22-jarige leeftijd een transfer naar regerend landskampioen F91 Dudelange. Ewert kwam er nauwelijks aan spelen toe, waarna hij in 2021 terugkeerde naar Käerjeng.